# 亚历山德罗·曼佐尼

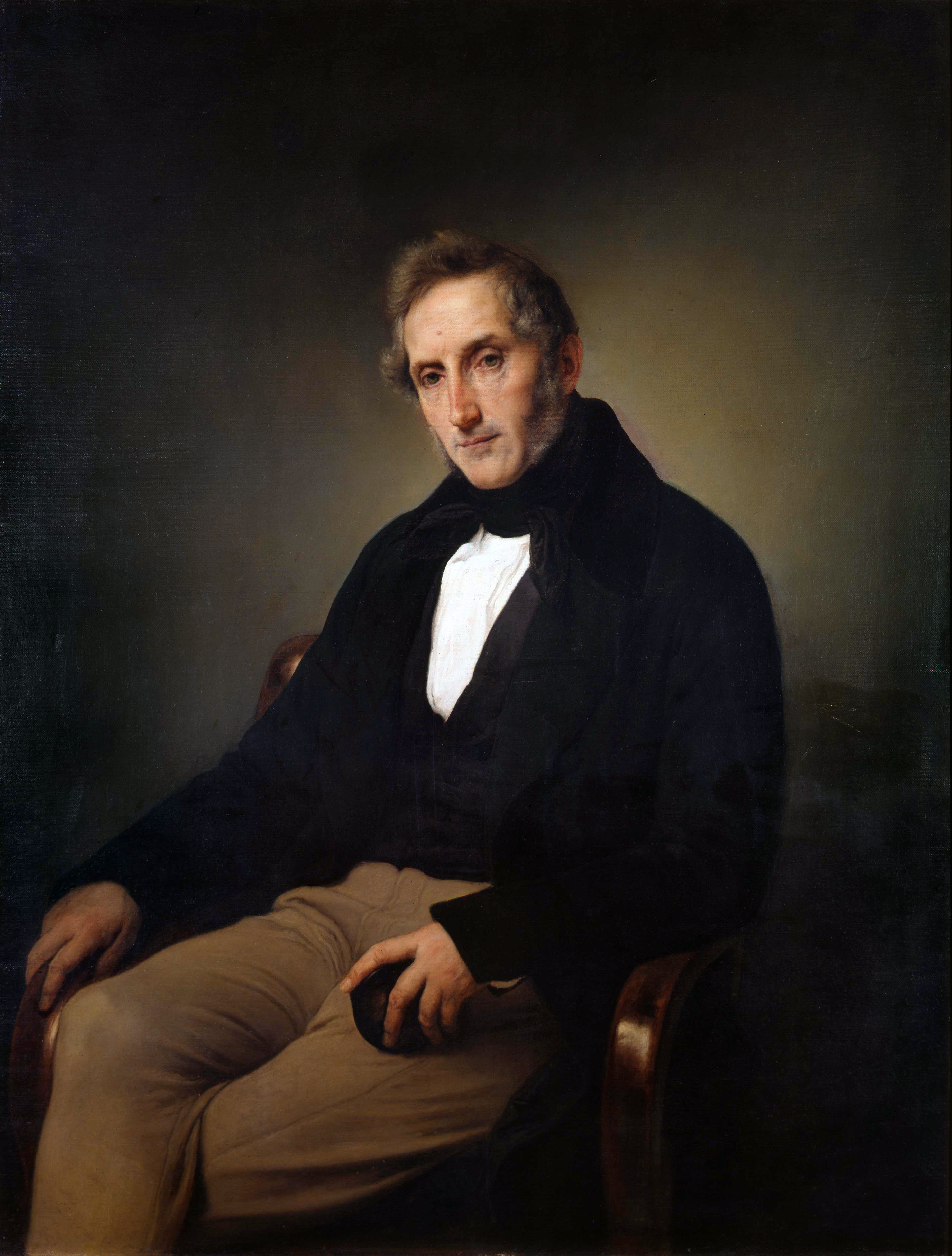

亚历山德罗·曼佐尼（義大利語：Alessandro Manzoni，義大利語發音：[alesˈsandro manˈdzoːni]；1785年3月7日—1873年5月22日），意大利作家。
早年创作诗《自由的胜利》歌颂了法国大革命，反对教会和君主。后受到天主教思想的影响，写作多首《圣歌》。
《约婚夫妇》为他的代表作，写了17世纪意大利在异族统治和国内专制势力压迫下的中下层人民困苦的生活，反映了19世纪30年代意大利要求民族统一和独立的愿望；悲剧《卡马诺拉公爵》、《阿达尔齐》对意大利浪漫主义有很大影响。
他同时也是意大利著名哲学家、法学家切萨雷·贝卡里亚之外孙。